# Аллик, Пеэтер
Пеэ́тер А́ллик (эст. Peeter Allik; 28 июня 1966, Пылтсамаа, Йыгевамаа — 31 декабря 2019, Тарту) — эстонский художник и график.

## Биография
Окончил Тартуский университет. Работал в сюрреалистической тематике в чёрно-белой дактилоскопической манере. В 1997 г. стал первым лауреатом Премии Адо Ваббе, учреждённой в память одного из вождей модернизма в эстонской живописи А. Ваббе.
В 2002 получил гран-при на VIII международной биеннале стран Балтийского моря в Калининграде.
В 2003 и 2006 годах персональные выставки Пеетера Аллика в Петербурге в залах НоМИ.
С 2005 года он преподавал живопись в Академии художеств Тарту. В 2006 г. премия III Петербургской биеннале графики, ЦВЗ Манеж (Санкт-Петербург).
В 2007 г. участие в II Графическом салоне «Любитель эстампов» в качестве почетного гостя, ЦВЗ Манеж (Санкт-Петербург).
В 2011 г. участник проекта «графический triП» (коллекция К. Авелева) Малый Манеж (Санкт-Петербург).
Скончался 31 декабря 2019 года.

## Творчество

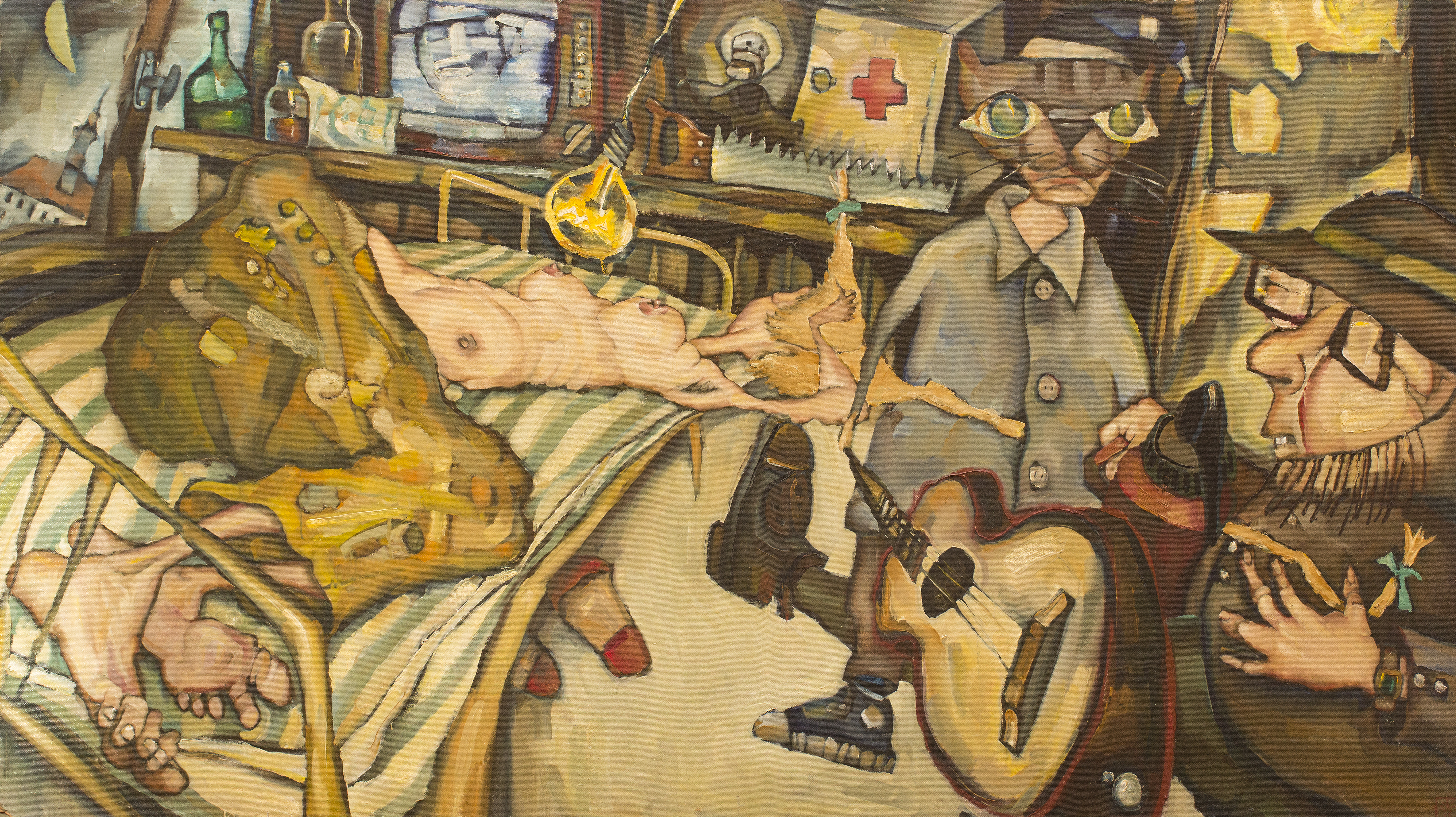
"Mardipäev", 1989
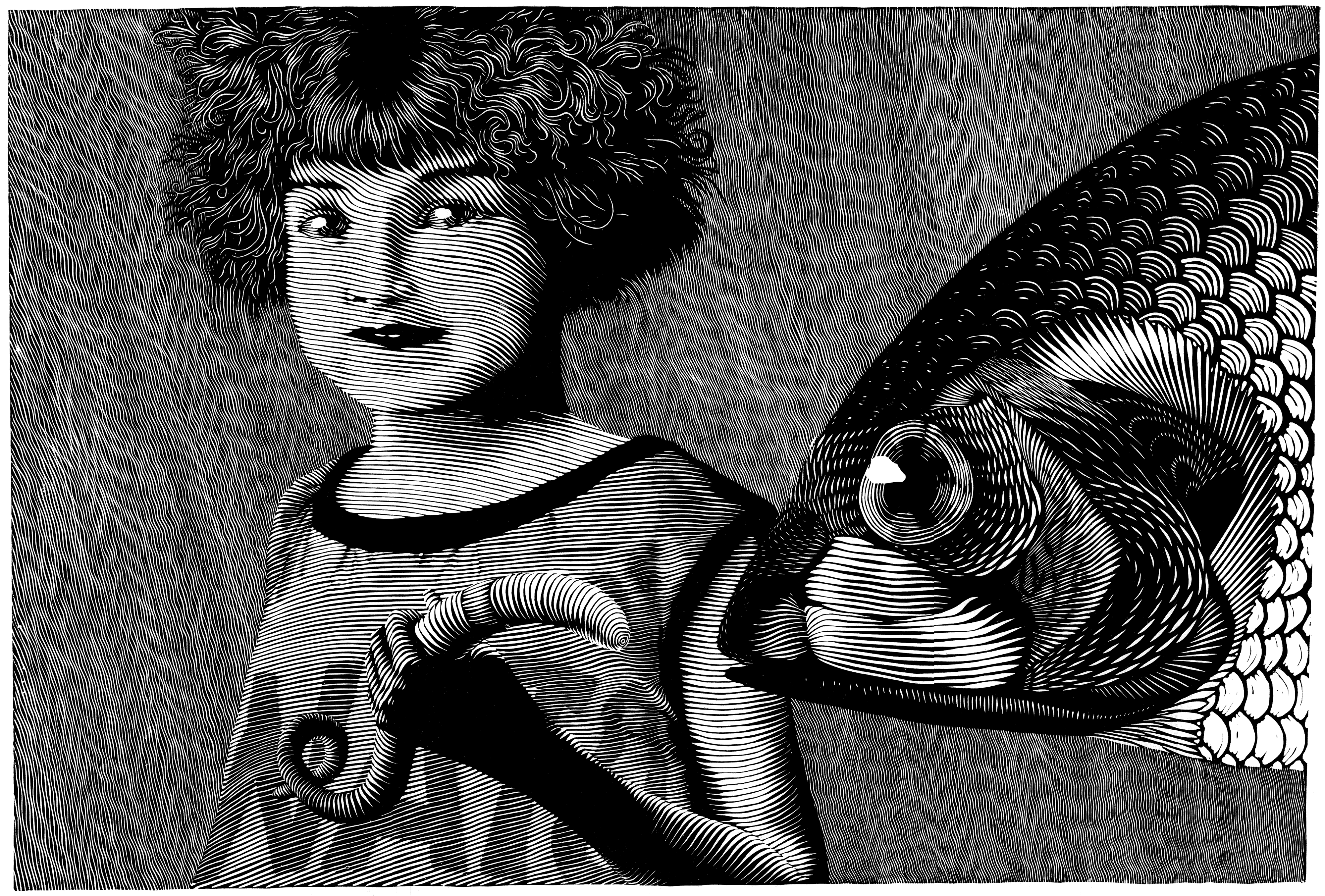
"Nato", 1996
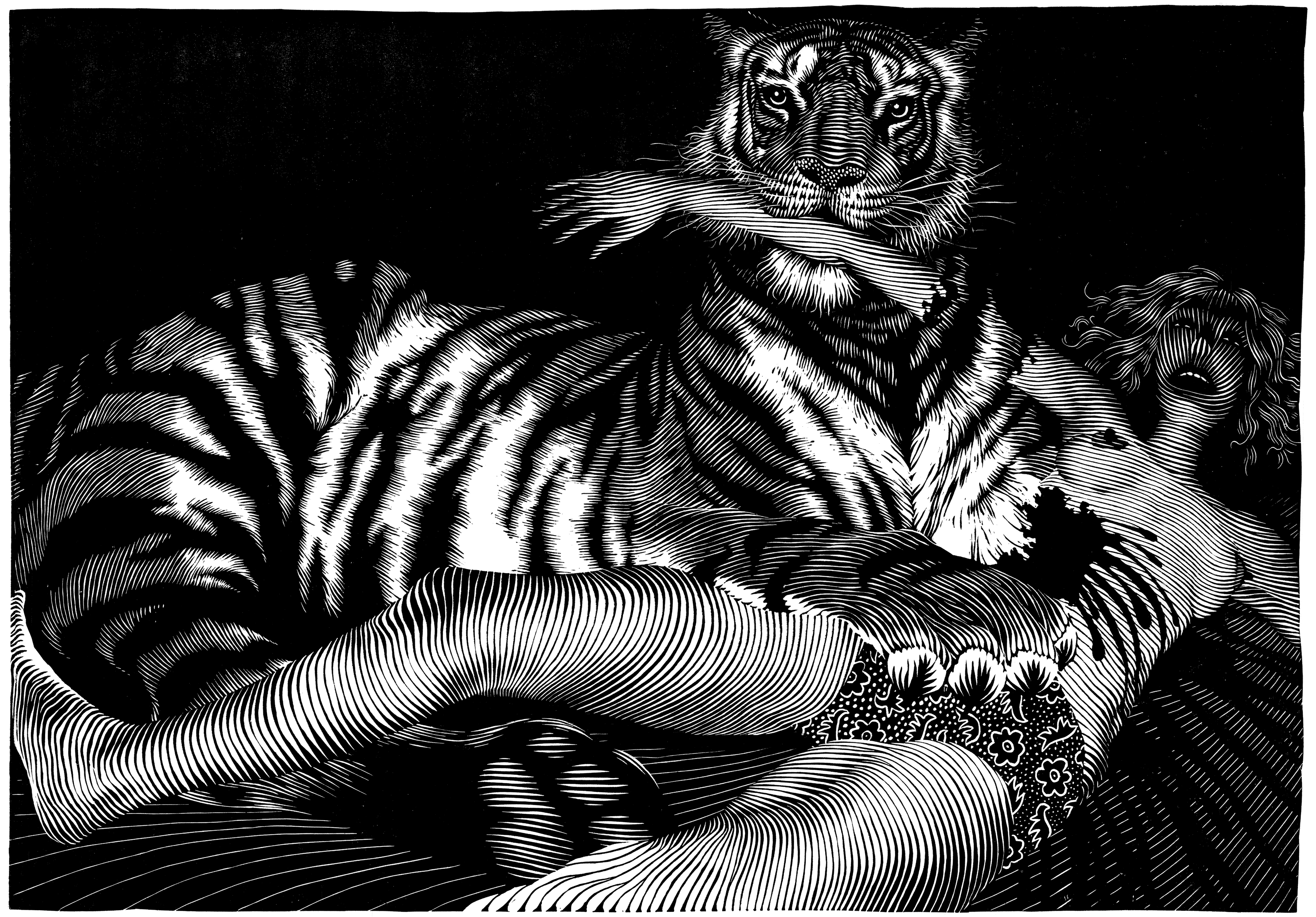
"Melanhoolia", 1999
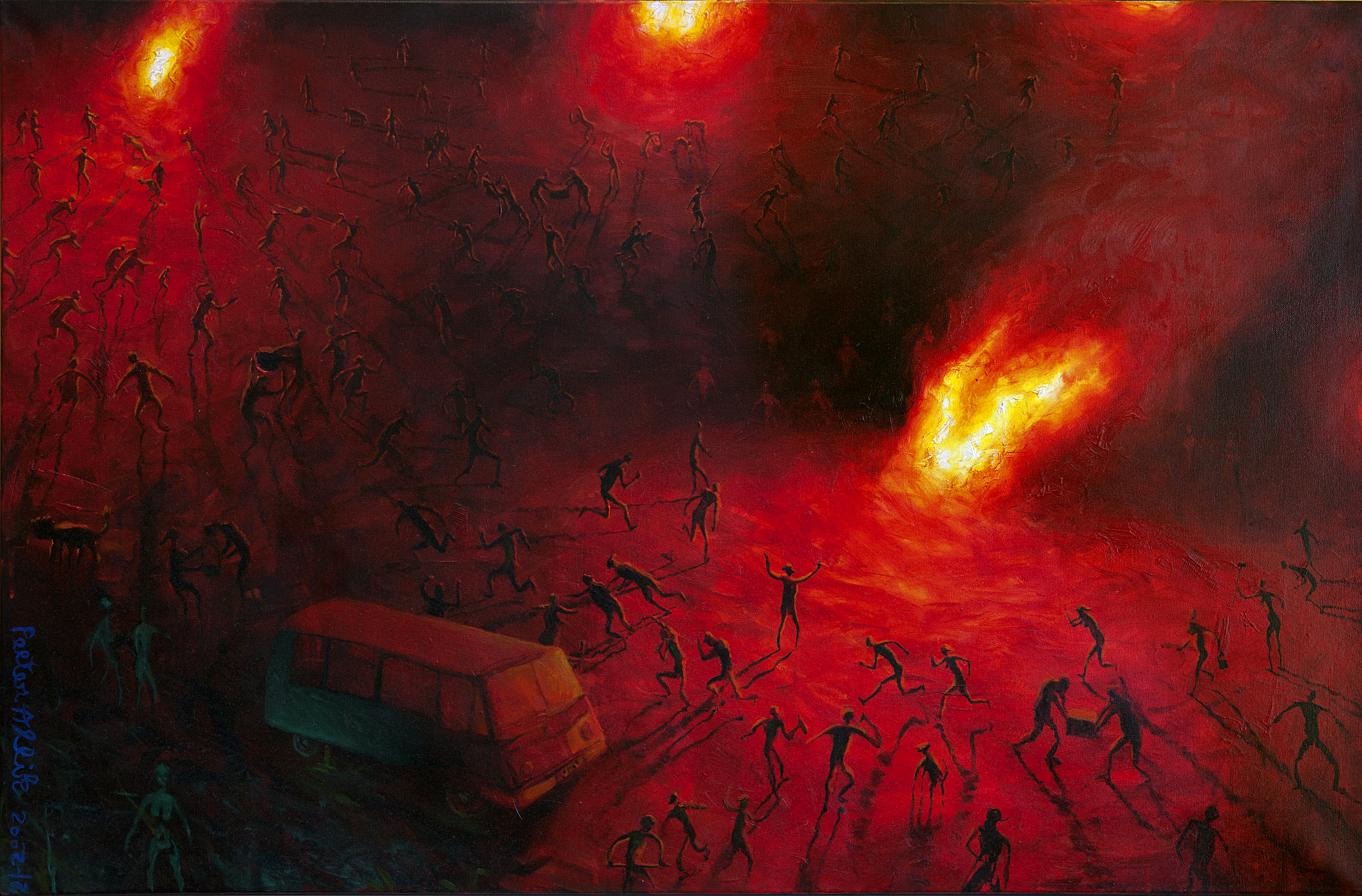
"Erastamisdokumentide põletamine", 2002
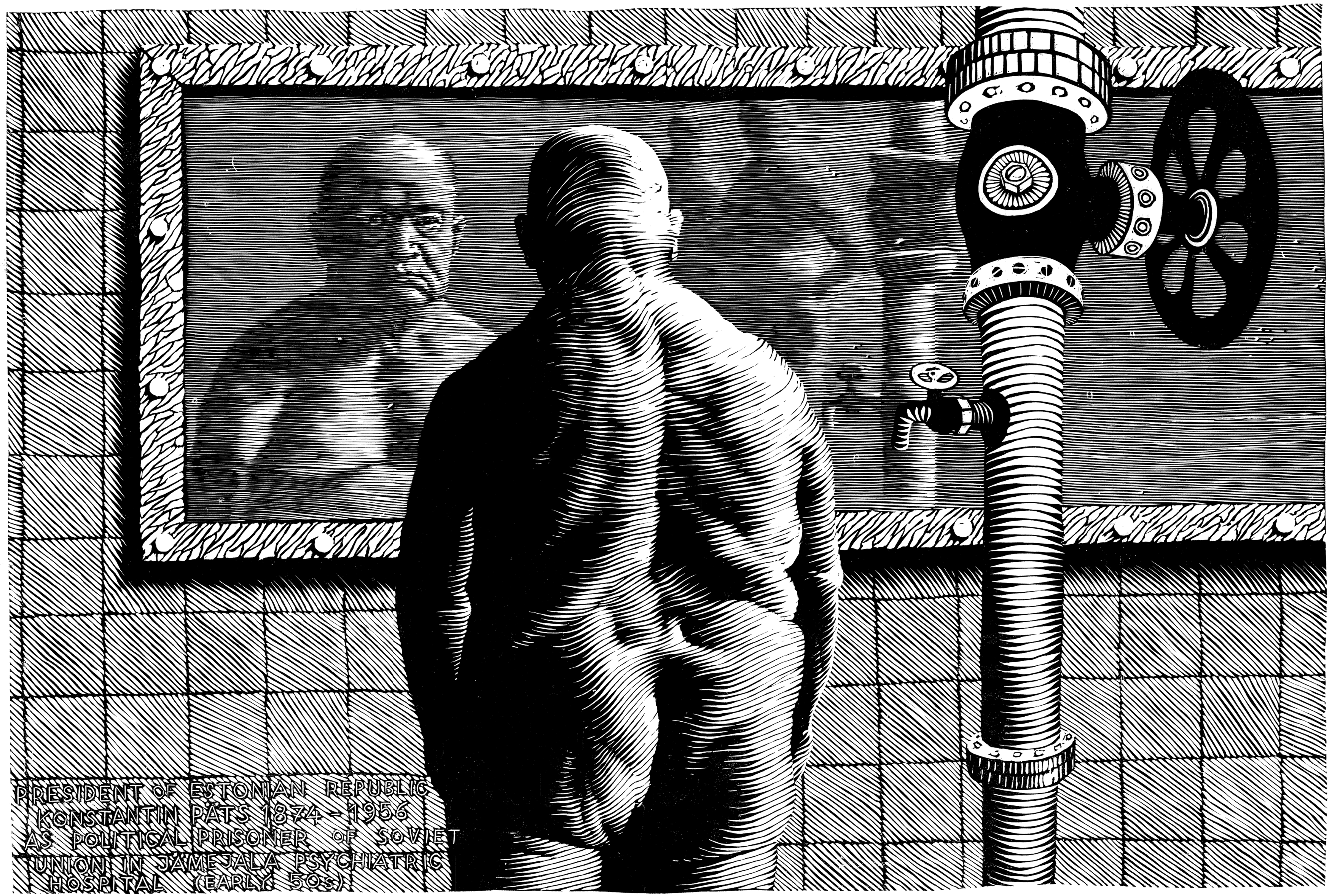
"Sündinud Nõukogude Liidus", 2002
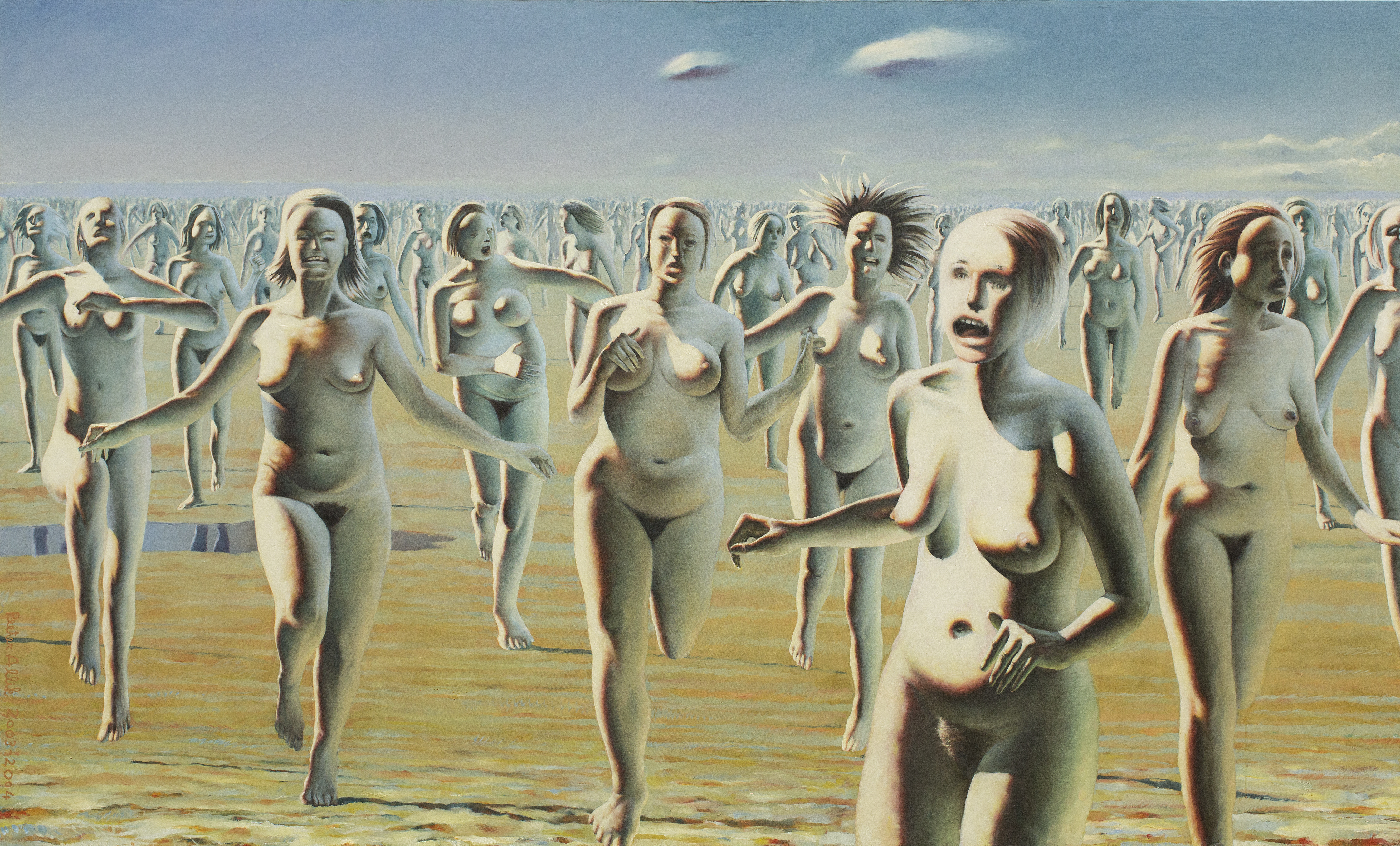
"Naised jooksevad", 2003-2004